# Umwelt

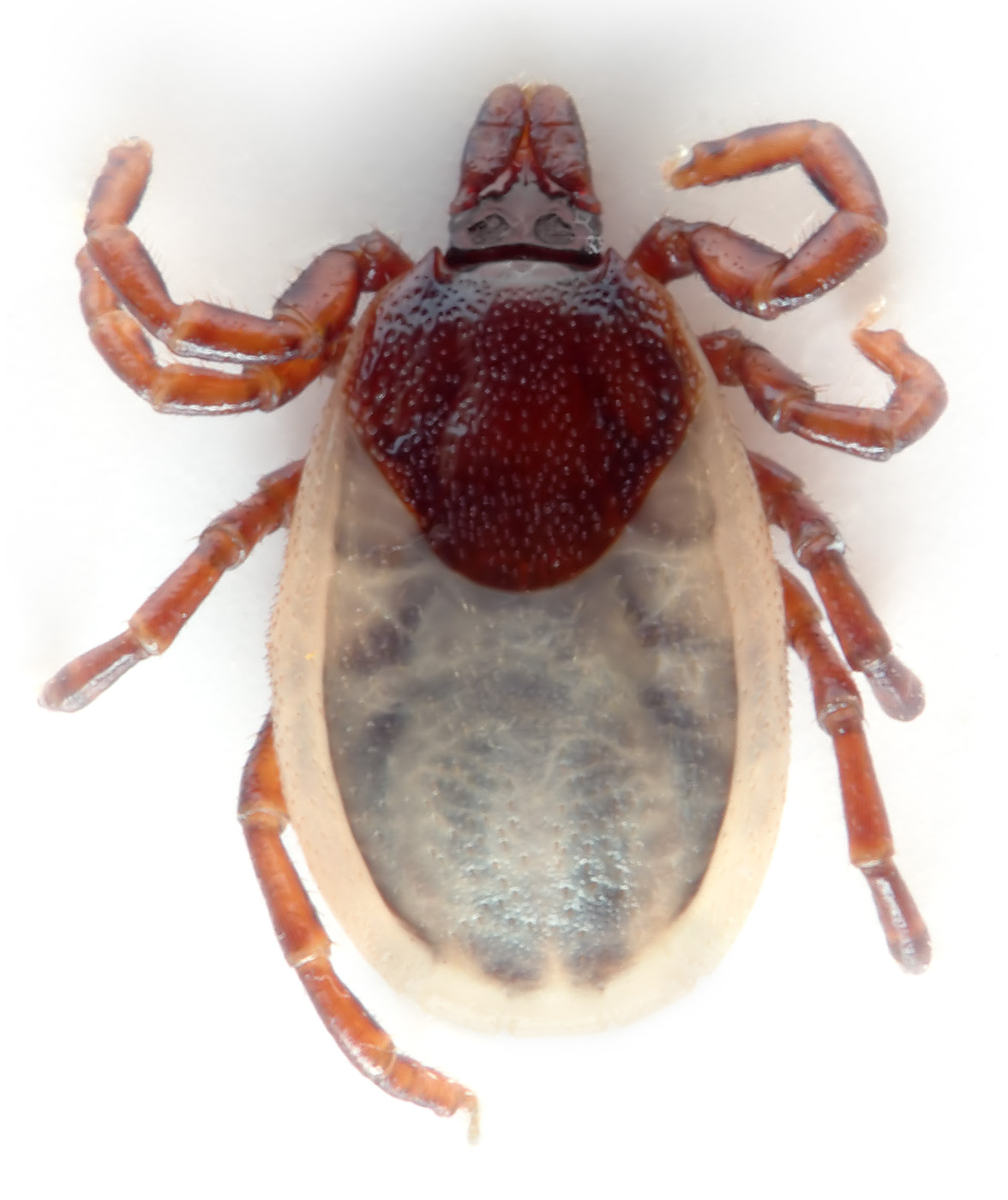
La tique ne réagit qu'à trois stimuli externes, qui déterminent son Umwelt

L'Umwelt (pluriel  : Umwelten) est,  selon Jakob von Uexküll et Thomas A. Sebeok, l’environnement sensoriel propre à une espèce ou à un individu. En français, le terme est parfois traduit par « monde propre ». 
Ce concept est à la croisée des chemins entre la biologie, la communication et la sémiotique chez l'animal humain et non humain. La théorie de von Uexküll explique que des organismes, bien que partageant le même environnement peuvent néanmoins avoir l'expérience de différents « mondes propres ». Ainsi, une abeille qui partage le même environnement qu'une chauve-souris, ne vivra pas pour autant dans le même monde sensoriel. L'abeille étant sensible à la lumière polarisée et la chauve-souris aux ondes issues de l'écholocation (choses leur étant réciproquement inaccessibles) auront une perception différente de leur univers au travers du prisme de leurs sens propres.

## Description
Chaque élément fonctionnel d'un « monde propre » comporte une signification intrinsèque qui échappe à la perception qu'un organisme peut en avoir. Cet univers est également le monde sémiotique de l'organisme considéré (celui dans lequel il va puiser du « sens » pour y asseoir son adaptabilité). Ce monde propre peut être aussi varié que le milieu aérien ou anaérobie, aquatique ou souterrain… Lorsqu'un organisme interagit avec son monde propre il le recrée, le reforme, pour se forger une théorie de l'esprit (a theory of mind). La théorie explique que, pour un organisme donné, le monde tel qu'il est et l'image que cet organisme s'en fait sont indissociables. Les mondes propres d'organismes différents sont donc différents. Pourtant, ces organismes interagissent, ce qui est à l'origine de la sémiosphère.
En tant que concept, l'Umwelt unifie donc l'ensemble des processus sémiotiques (créateur de « sens ») d'un organisme. Le monde propre d'un organisme est donc la somme de ses expériences issues de ses parties fonctionnelles lui permettant d'appréhender le monde (nos cinq sens pour l'être humain). Pour survivre, toutes ses parties fonctionnelles doivent fonctionner de concert. Cette expérience collective, propre à une espèce donnée est appelée l'« Umwelt collectif ». Si quelque chose vient perturber cette vision unifiée du monde, l'organisme en sera directement affecté. Lorsque ces perceptions sont « synchrones », l'organisme développe des actions « orientées vers un but » et des « comportements intentionnels ».
Il existe des similitudes entre la théorie de l'Umwelt de von Uexküll et la théorie du phénotype étendu de Richard Dawkins qui, loin du déterminisme génétique strict, laisse une part importante aux interactions entre un organisme et son milieu (via des processus centraux).
L'intuition de von Uexküll est d'avoir perçu des univers aussi variés (malgré son point de vue forcément anthropocentré) que celui de la tique, de l'oursin, de l'amibe, de la méduse ou du ver marin. 
La biosémiotique, parfois appelée sémiotique du vivant, est composée pour von Uexküll des seuls « marqueurs » qui sont, pour l'organisme considéré, porteur de sens, de signification.
Ainsi, le cycle de vie de la tique ne répond qu'à trois stimuli externes :
1. la femelle fécondée grimpe sur une branche, et attend le passage d'un animal ; lorsque le stimulus olfactif a lieu (perception d'acide butyrique, l'odeur des glandes sudoripares des mammifères), elle se laisse tomber ; si elle ne tombe pas sur un animal, elle remonte sur une branche ;
2. un stimulant tactile lui permet d'aller vers un emplacement de la peau dénué de poils ;
3. La température : elle s'enfonce jusqu'à la tête dans la peau de l'animal, se remplit de sang ; sa complétion est le signal l'invitant à se laisser tomber pour pondre ses œufs et mourir.

Quoiqu'il semble limité par rapport au nôtre, ce monde est un monde à part entière, c'est-à-dire un Umwelt au même titre que le nôtre. Il est le monde perçu et considéré par la tique, le monde par rapport auquel elle vit et agit. En quelque sorte, il est à la fois le monde dans lequel elle évolue - pris en lui-même - et la façon dont elle le perçoit, ce qu'elle projette sur lui, ce qui dans ce monde a pour elle un sens. Les stimuli externes sont pour la tique porteurs de sens ; c'est en fonction de ce sens que la tique agit.

## Critiques
La théorie du monde propre de von Uexküll appliquée à l'humain soulève de multiples critiques, du moins aux yeux de ceux qui ont une vision discontinuiste séparant radicalement l'être humain de tous les animaux non humains (vision sérieusement mise à mal, notamment depuis le néodarwinisme). Ainsi, dans ses articles
« Welt und Umwelt » et « Die Wahrheit der Dinge », le philosophe et sociologue catholique Josef Pieper explique que seule la raison permet à l'être humain de vivre dans un monde (Welt) tandis que les plantes et les animaux ne peuvent que vivre dans un Umwelt. Cette conception plonge ses racines dans les théories de Platon, d'Aristote ou de Thomas d'Aquin.